# Ginga (satélite)

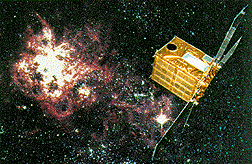
ASTRO-C (Ginga)

ASTRO-C, rebatizado como Ginga (galáxia em japonês) após o seu lançamento, foi o terceiro satélite lançado para estudar o céu em raios-X a partir do Japão. Foi lançado em 5 de fevereiro de 1987 a partir do Centro Espacial de Kagoshima a uma órbita com cerca de 510 km de perigeu e 670 de apogeu, com uma inclinação orbital de 31 graus e um período em torno de 96 minutos. O satélite operou até em 1 de novembro de 1991, data na qual se incinerou na atmosfera. O programa de observação estava aberto aos científicos do Japão, Estados Unidos, Reino Unido e alguns países europeus. Os instrumentos que levava a bordo este satélite eram os seguintes:
- Large Area Proportional Counter (LAC 1,7-37 keV, desenvolvido em colaboração com o Reino Unido)
- All-Sky Monitor (ASM 1-20 keV)
- Gamma-ray Burst Detector (GBD 1,5-500 keV, desenvolvido em colaboração com os Estados Unidos)[1]